# Башевская
Башевская — деревня в Тарногском районе Вологодской области.
Входит в состав Спасского сельского поселения, с точки зрения административно-территориального деления — в Верхнеспасский сельсовет.
Расстояние по автодороге до районного центра Тарногского Городка — 39 км, до центра муниципального образования Никифоровской — 0,3 км. Ближайшие населённые пункты — Борок, Никифоровская, Спасский Погост, Федневская.
По переписи 2002 года население — 50 человек (27 мужчин, 23 женщины). Всё население — русские.

## Интересные факты
В деревне родились сразу два полных кавалера Георгиевского креста (единственные в Тарногском районе) - А. Н. Пешков и Александр Сухарев (точные данные неизвестны).